# Culter alburnus
Culter alburnus är en fiskart som beskrevs av Basilewsky, 1855. Culter alburnus ingår i släktet Culter och familjen karpfiskar. Inga underarter finns listade i Catalogue of Life.